# Aéroport de Fort Albany
L'aéroport de Fort Albany, (code IATA : YFA • code OACI : CYFA), est situé près de la communauté de Fort Albany, Ontario, Canada,.

## Compagnies et destinations
| Compagnies       | Destinations                                                   |
| ---------------- | -------------------------------------------------------------- |
| Air Creebec      | Attawapiskat, Nation Kashechewan, Moosonee, Peawanuck, Timmins |
| Thunder Airlines | Attawapiskat, Nation Kashechewan, Moosonee, Peawanuck, Timmins |

Édité le 07/03/2018